# 29137 Alanboss
29137 Alanboss (1987 UY1) là một tiểu hành tinh vành đai chính được C. S. Shoemaker và E. M. Shoemaker phát hiện ngày 18 tháng 10 năm 1987 tại Palomar. Tiểu hành tinh được đặt tên sau tên nhà vật lý thiên văn Alan Boss.